# 일본국 헌법 제100조
일본국 헌법 제100조(일본어: 日本国憲法第100条)은 일본국 헌법 제11장 "보칙"의 조문 중 하나이다. 일본국 헌법의 시행일, 관련 절차의 준비에 대해 규정하고 있다.

## 조문
일본국 헌법 제100조
① 이 헌법은 공포된 날부터 기산하여 6개월을 경과한 날부터 이를 시행한다.
② 이 헌법을 시행하기 위하여 필요한 법률의 제정, 참의원 의원의 선거 및 국회 소집의 절차와 이 헌법을 시행하기 위하여 필요한 준비 절차는 전항의 기일보다 전에 이를 시행할 수 있다.

## 해설
쇼와 천황이 일본국 헌법을 공포한 날이 1946년 11월 3일이므로, 본 조 제1항 규정에 따라 일본국 헌법은 1947년 5월 3일부터 시행되었다.